# Az IPv4-címek elfogyása

Az IPv4-címek megfogyatkozása 1995 óta

Az IPv4-címek elfogyása (tréfásan: IPcalypse vagy ARPAgeddon) azt jelenti, hogy egyre kevesebb szabadon felhasználható IPv4-es IP-cím áll rendelkezésre az internet központi adminisztrációjáért felelős Internet Assigned Numbers Authority (IANA), valamint az öt regionális internetregisztrátor (regional Internet registries, RIRs) számára, hogy azokat kioszthassák a végfelhasználóknak, valamint a helyi internetregisztrátorok, pl. internetszolgáltatók számára.
Az IPv4 kb. 4 milliárd IP-cím kiosztására ad lehetőséget, melyek 256, a régi terminológia szerint A osztályúnak nevezett blokk között oszlanak meg; a kiosztás /8-as (kb. 16,8 millió IP-címet tartalmazó) blokkméretét tekintve az IANA elsődleges címmezőjének kiürülését valamikor 2011 elejére jósolták. 2011. február 1-jén a megmaradt mindössze 7 kiosztatlan blokkból (ami kevesebb az IPv4-címtér 3 százalékánál) kettőt kiosztottak az APNIC-nek, az ázsiai–csendes-óceáni térség regionális internetregisztrátorának. Az IANA irányelveivel összhangban az utolsó öt megmaradó blokkból február 3-án mind az öt RIR egyet-egyet kapott meg, ezzel kifogyasztva az összes globális szabad tartalékot.
Az IPv4 címmezejének kimerülése az 1980-as évek végén kezdett aggodalomra okot adni, az internet drámai növekedésének kezdetével. Az Internet Engineering Task Force (IETF) 1991 novemberében hozta létre a Routing and Addressing Group-ot (ROAD, útválasztási és címzési munkacsoport), hogy az akkori, címosztályokat használó címkiosztási rendszer skálázhatósági problémáját megoldja.
Az előre jelzett IP-címhiány számos új technológia kifejlesztéséhez és elterjedéséhez vezetett; ezek közé tartozott még 1981-ben a címosztályokat használó hálózatkezelés, 1993-tól az osztály nélküli forgalomirányítás (Classless Inter-Domain Routing, CIDR), a hálózati címfordítás (network address translation, NAT) és az internetprotokoll 1998-ban megjelent új verziója, az IPv6.
Az IPv4-címek kimerülésének problémájára egyetlen praktikus és hozzáférhető, hosszú távú megoldás ismeretes, mégpedig az IPv6-ra való átállás. Bár az IP-címek elfogyása régóta várható volt, a legtöbb internetszolgáltató és szoftvercég 2008-ban még a legelején járt az IPv6-os megoldások bevezetésének. Noha a legtöbb szervezet elegendő IPv4-címmel rendelkezik, a hálózatok közötti kommunikáció biztosítása érdekében a legtöbb szervezet kárenyhítésre, például IPv6-os szerverek vagy kliensek beállítására kényszerül majd. Axel Pawlik a RIPE NCC-től így fogalmazott: „aki mostanra nem rendelkezik az IPv6-ra vonatkozó tervekkel, az felelőtlen”.
Számos jelentős internetes tartalomszolgáltató vett részt az IPv6-átállás első nagyszabású, nyilvános tesztjén 2011. június 8-án, az IPv6-világnap keretében.

## IP-címzés

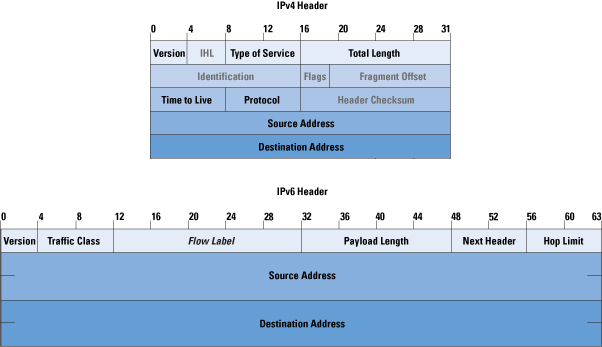
IPv6 és IPv4

Egy IP-alapú hálózat minden gazdagépe, legyen az számítógép vagy hálózatos nyomtató, rendelkezik egy IP-címmel, amit használ a kommunikációhoz, akár az ugyanazon a hálózaton lévő többi gazdagéppel vagy globálisan. Az Internet Protocol version 4 32 bitje elvileg 232 (kb 4,3 milliárd) címet biztosít. Azonban az IPv4-címblokkok közül számosat speciális célokra tartanak fenn, így nem számíthatók a nyilvános IP-címek közé. Ráadásul, ha egy adott útvonalon található alhálózaton pl. 254 gép helyezhető el, de csak 20 található ott valójában, nincs mód arra, hogy fizikailag máshol elhelyezkedő gépekkel „feltöltsék a réseket” – így az IPv4-címek az elméleti lehetségesnél jóval ritkásabban helyezkednek el.
Az IPv4 címzési struktúrája tehát nem biztosít elegendő nyilvánosan route-olható címet ahhoz, hogy minden internetes eszköz vagy szolgáltatás saját, egyedi IP-címet kaphasson. Az internet útválasztási infrastruktúrájának és címkiosztásának megváltoztatásával a problémát valamelyest elodázták; a címosztályokat használó hálózatkezelés, és különösen az osztály nélküli forgalomirányítás (CIDR) sokáig elodázta az IP-címek kimerülését.
Egy másik lehetőség a nagy internetszolgáltatók számára a szolgáltató-szintű hálózati címfordítás (Carrier Grade NAT, CGN). Ez az otthoni routerben is megtalálható technológia, csak nagyobb léptékben alkalmazva; lényege, hogy a szolgáltató „mögötti” előfizetők kifelé egyetlen publikus IP-címen látszódnak. Ez a technológia azonban nem skálázódik elég jól, és komoly hátránya, hogy nem engedi az előfizetői eszközök portjaihoz való külső hozzáférést. Emiatt inkább a mobilszolgáltatók alkalmazzák, ahol az egyidejű kapcsolatok száma alacsony, és nincs szükség nyilvánosan hozzáférhető portokra.

## Súlyosbító tényezők
Bár az IPv4-es címek elfogyásának elsődleges oka az, hogy az internet eredeti infrastruktúráját elégtelen méretűre tervezték, számos tényező erősíti tovább ezeket a hiányosságokat. Valamennyi a szűkösen rendelkezésre álló címek iránti keresletet növeli meg, gyakran a hálózat eredeti megálmodói számára előre nem látott módokon.
Mobil eszközökMialatt az IPv4 egyre inkább a hálózatba kötött digitális kommunikáció de facto szabványa lett, egyre olcsóbbá vált a hordozható eszközök jelentős számítási kapacitással való felruházása. A mobiltelefonok használható internetes berendezésekké váltak. A 4G eszközök új specifikációiban már megkövetelik az IPv6-címkezelést.
Állandó kapcsolatot biztosító hozzáférésekAz 1990-es években a végfelhasználói internet-hozzáférés csaknem kizárólagosan modemmel betárcsázós volt. A betárcsázós előfizetések számának gyors növekedése az IP-címek fogyását is felgyorsította, ám ezek az IP-címek nem voltak állandóak, egy-egy szolgáltató közös modemes IP-címalapjából lettek kiosztva a kapcsolat idejére – az előfizetők számának növekedésével egy-egy ilyen alapot nagyobb előfizetői bázisra osztottak szét. 2007-re azonban a szélessávú hozzáférések sok piacon már 50%-ot meghaladó penetrációt értek el. A széles sávú hozzáférések állandóan aktívak, mivel az átjárókat (routereket, széles sávú modemeket) ritkán kapcsolják ki, így az internetszolgáltatók által bekebelezett IP-címek száma gyorsuló ütemben növekedett.
Demográfiai tényezőkA világ fejlettebb része több százmillió háztartást számlál. 1990-ben ezek apró töredékében volt csak jelen az internet. Mindössze 15 év elteltével e háztartások csaknem felében széles sávú kapcsolatot találhatunk. Kína, India és a fejlődő országok új internetezői is az IP-címek kimerülése felé hatnak.
Alacsony hatékonyságú címhasználatAzok a cégek, melyek az 1980-as években szereztek be IP-címeket, általában jóval több címet kaptak, mint amennyire szükségük volt – az akkori kiosztási módszer nem volt alkalmas a tényleges használat tükrözésére. A nagy cégek és az egyetemek gyakran teljes A osztályú blokkokat kaptak, mintegy 16 millió IPv4-címmel, mivel a következő kisebb kiosztható egység, egy 65 536 címből álló B osztályú blokk túl kicsi lett volna számukra.
Sok szervezet oszt ki publikus IP-címet olyan eszközök számára, melyek a helyi hálózaton kívül nem hozzáférhetőek. Globális címkiosztási nézőpontból ez kifogásolható gyakorlat, másrészről a szervezeti hálózat implementációs stratégiájában hatékony megoldást jelenthet.
Az alhálózatok kialakítása során fellépő hatékonyságcsökkenés miatt szinte sohasem lehet egy blokk összes IP-címét kiosztani. Az RFC 3194 által meghatározott host-sűrűség arány az IP-címblokkok kihasználtságának egy mértéke, amire hivatkozni szoktak a címkiosztási irányelvekben.
VirtualizációA hardverteljesítmény és a szerverprocesszorok funkcionalitásának növekedésével, fejlett hardverabsztrakciós rétegekkel mára lehetővé vált egyetlen számítógéphardveren több virtualizált operációsrendszer-példány futtatása. Ezek mindegyike igényelhet publikus IP-címet.

## Enyhítő körülmények
Az IPv4-címek elfogyása ellen ható módszerek közé tartozik:
- a hálózati címfordítás (NAT)
- magánhálózati címzés használata
- weboldalak név-alapú virtuális tárhelyekre kihelyezése
- a regionális internetregisztrátorok szigorúbban kontrollálják a helyi internetregisztrátorok számára kiosztott címtartományokat
- az internet régmúltjában kiosztott nagyméretű címtartományok visszaszerzése a hálózatok újraszámozásával és alhálózatok kialakításával

Több szervezet juttatott vissza nagy IP-címblokkokat. Köztük volt a Stanford Egyetem, ami 2000-ben visszaadott egy teljes A osztályt, azaz mintegy 16 millió IP-címet. Hasonlóan cselekedett pl. az Amerikai Egyesült Államok Védelmi Minisztériuma, a BBN Technologies és az Interop is.

## A kimerülés idejére vonatkozó becslések
A 2000-es évek elején született becslések a teljes IPv4-címtartomány elfogyásáról széles tartományban ingadoztak. 2003-ban Paul Wilson (az APNIC igazgatója) kijelentette, hogy az akkori lefoglalási sebességgel a rendelkezésre álló címtartomány egy vagy két évtizedre is elegendő lehet. 2005 szeptemberében a Cisco Systems tanulmánya 4-5 éven belül jósolta az IPv4-címek kimerülését. A teljes elfogyás előtti utolsó évben az IPv4-foglalások egyre gyorsultak, így a trendek egyre korábbi időpontokat mutattak.

### Nevezetesebb figyelmeztetések
- 2007. május 21-én az ARIN (az észak-amerikai regionális internetregisztrátor) figyelmeztetést adott ki az internet közössége számára, hogy az IPv4-címek 2010-ben várható kimerülése miatt „az IPv6 számozási erőforrásokra való áttérés szükséges lehet az olyan alkalmazások esetében, melyek folyamatos IP-számozási erőforrásokat igényelnek az ARIN-től”.[25] Az „alkalmazásokba” beleértik az interneten lévő eszközök közötti általános összeköttetés meglétét, hiszen egyes eszközök csak IPv6-címmel rendelkeznek.
- 2007. június 20-án a LACNIC (a latin-amerikai és karib-térségbeli regionális internetregisztrátor) felhívta a figyelmet „regionális hálózatainak IPv6-ra való átállítására” 2011. január 1-jéig, mivel az IPv4-es címek kimerülése „három éven belül várható”.[26]
- 2007. június 26-án az APNIC (az ázsiai és csendes-óceáni térségbeli regionális internetregisztrátor) jóváhagyta a Japan Network Information Center (JPNIC) nyilatkozatát, miszerint az internet bővülésének és fejlődésének folytatásához tanácsos az IPv6-alapú internet felé elmozdulni. Figyelemmel a 2010 körül várható kimerülésre, ami nagy korlátozást fog jelenteni az internet számára.[27][28]
- 2009. április 15-én az ARIN (Észak-Amerika) levélben értesítette az IPv4-címmel rendelkező vállalatok vezetőit, hogy az ARIN várakozásai szerint az IPv4-címtér a következő két évben ki fog merülni.[29]
- 2009. augusztus 25-én az ARIN közös, a karibi térségben tartott rendezvénysorozatot jelentett be az IPv6-átállás népszerűsítésére. Ebben az időben az ARIN jelentése szerint kevesebb mint 10,9%-a maradt meg az IPv4-címeknek.[30]
- A RIPE NCC (az Európáért, a Közel-Keletért és Közép-Ázsia egyes részeiért felelős regionális internetregisztrátor) éveken keresztül igyekezett az érdekelt feleket figyelmeztetni az IPv6 bevezetésének sürgősségére. 2007. október 26-án a RIPE közösség közleményt adott ki, melyben sürgeti, hogy „az IPv6 széles körű bevezetését kezeljék fő prioritásként az érdekeltek”. 2009 májusában létrehozta az IPv6ActNow.org oldalt, ahol egy helyen megtalálhatók az IPv6-tal kapcsolatos hírek, eszközök és erőforrások. A RIPE NCC szorosan együttműködik az Európai Bizottsággal, az OECD-vel, rendvédelmi szervekkel, állami és nem állami érdekelt felekkel, mint tanácsadó az IPv6-bevezetéssel és más internetes erőforrásokkal kapcsolatos ügyekben. A RIPE NCC weboldalán az IPv4 kimerülésével kapcsolatos részletes információk Archiválva 2011. február 8-i dátummal a Wayback Machine-ben olvashatók.
- Tony Hain, a hálózati eszközöket gyártó Cisco Systems munkatársa az IANA címterületének kimerülését 2011 elejére jósolja (havi frissítés).[31] Hain jóslatai ugyanazokat a forrásadatokat használják, mint amikből Geoff Huston is dolgozott, de a trendeket más alhálózatokból számolta, és figyelembe vette az „utolsó 5” kiosztható tartományra vonatkozó eltérő kiosztási szabályokat is.[32]

## A megmaradó címek kiosztása

### Az IANA-tól a RIR-ek felé

Regionális internetregisztrátorok

2011. február 1-jén az IANA-nál megmaradt mindössze 7 kiosztatlan blokkból (ami kevesebb az IPv4-címtér 3 százalékánál) kettőt kiosztottak az APNIC-nek, azaz az ázsiai–csendes-óceáni térség regionális internetregisztrátorának.
Az IANA irányelveivel összhangban az utolsó öt megmaradó /8-as blokkból mind az öt RIR egyet-egyet kap meg, ezzel kifogyasztva az IANA címalapját. Ez a 2011. február 3-ai ünnepségen és sajtókonferencián történt meg. Várható az is, hogy 7,5, eddig fenntartott /8-as blokkot kioszthatónak minősítenek. Ezek a blokkok a becsült fél évnél lényegesen hosszabbra kitolhatják egyes RIR-ek IP-címblokkainak kifogyását.

### A regionális internetregisztrátoroktól
Az IANA globális készletének kimerülése után a címek gyors fogyása a RIR-ek szintjén fog folytatódni. Az előrejelzések azt mutatják, hogy az APNIC címei fognak először elfogyni, majd a RIPE következik.
2011 közepére-végére megjelenhetnek az első, IPv4-cím nélküli eszközök és szolgáltatások. Ez először a fiatal, terjeszkedő vállalatnál fog bekövetkezni, akik nem rendelkeznek hónapokra elegendő felhalmozott IP-címekkel. A kimerülés után a szolgáltatások által gyakran elvárt végpontok közötti összeköttetés (end-to-end connectivity, az internet egyik fontos tervezési alapelve) nem lesz univerzálisan elérhető kizárólagosan az IPv4-es internetet tekintve. Egy új internet kerül felállításra IPv6-címek segítségével. Az IPv6-os gazdagépek azonban nem tudnak közvetlenül kommunikálni az IPv4-es gépekkel, csak speciális átjárószolgáltatásokon keresztül. Egy kimerített, kétprotokollos internet üzemeltetése számos megbízhatósági, biztonsági és konfigurálási kérdést vet fel.
Az IPv6 iránti kereslet a következő 3-4 évben meredeken nőni fog, és Geoff Huston (APNIC) szerint az átállás nem fog könnyen menni.
Az első regionális szintű IP-cím-elfogyásig hátralévő idő igen kevés arra, hogy az egész iparág átálljon az IPv6-ra. A helyzetet súlyosbítja, hogy míg a címek el nem fogynak, nem várható jelentős vásárlói kereslet az IPv6-os címekre. David Conrad, az IANA általános igazgatója így fogalmaz: „Gyanítom, hogy túlléptük azt az időkeretet, amikor [hálózati] zavarok nélkül megúszhattuk volna a dolgot. Most már az a kérdés, mekkora lesz a zavar.” Geoff Huston szerint az IPv6-ra való átállást jóval hamarabb meg kellett volna kezdeni, hogy az IPv4-es címek elfogyása idejére az átállás „teljes” legyen, miszerint minden eszköz IPv6-képes, és az IPv4 fokozatosan kivonásra kerül. Egy 2010. áprilisi tanulmány szerint a vizsgált weboldal látogatóinak mintegy 5%-a tudta elérni az IPv6-os tartalmakat, ezek többsége is az IPv4-et részesítette előnyben, és átmeneti eszközökön (pl. tunneling) keresztül érte el az oldalt. 2009 decemberében az egymillió legnagyobb forgalmú weboldal kb. 0,15%-a volt elérhető IPv6-on. A helyzetet bonyolítja, hogy a látogatók 0,12%-a nem tudott hozzáférni az IPv6-on és IPv4-en is hozzáférhető (dual-stacked) oldalakhoz, 0,27%-a pedig a csak IPv4-en elérhető oldalakhoz. Az IPv4-címek elfogyását kezelni próbáló technológiák közé tartozik a közös IPv4-cím használata (lényegében NAT-olás), IPv6 dual stacking (mindkét IP-technológia támogatása a rendszerszoftverben), az IPv4 és IPv6 közötti protokollfordítás, és a csak az egyik (tipikusan az IPv4-et) támogató routerek áthidalása tunneling használatával. Az IANA IPv4-címeinek elfogyása után megjelentek az első jelei az IPv6 felgyorsuló bevezetésének.

IPv4-címek lefoglalási rátája RIR-enként

#### APNIC (Ázsia csendes-óceáni területei)
2011. február 9-ére az APNIC 4,05 /8 blokkal rendelkezett, valamint 1,6 /8 blokkal various/ERX/Legacy címterületről. Az APNIC 1,4 /8 blokkot használt fel 2011 januárjában.

##### Az utolsó /8
Az APNIC 2011. január 31-én bejelentette, hogy 3–6 hónapon belül az utolsó /8-as blokkjánál fog tartani.
Az APNIC szerint 3-6 hónapig tartanak csak ki a címei. Ezzel egyetért Geoff Huston (APNIC), Tony Haine (Cisco Systems) és Stephan Lagerholm is, akik valamennyien régóta tanulmányozzák az IPv4-címek elfogyását. 2011. február 2-án az APNIC 3,16 /8-as blokkal rendelkezett, nem számítva az 1,5 /8 blokkot különböző más címalapokból és az IANA által biztosított utolsó /8-as blokkot. Az APNIC 23,7 millió IPv4-címet használt fel 2011 januárjában, egy /8-as blokkban pedig 16,7 millió IPv4-cím van. Lagerholm és Huston hivatalos becsléseiben a források kimerülésére továbbra is szeptemberi dátum szerepel, de ezeket túl optimistának tartják, mivel nem veszik számításba az utolsó címekért folytatott majdani versenyfutást.
Az APNIC a szokott üzemmenetet fogja követni egészen az utolsó /8-as blokkjáig. Ettől kezdve minden helyi internetregisztrátor (LIR) számára egy /22-es blokkot tesz félre. Jelenleg mindössze 3000 LIR tartozik az APNIC alá, melyből 300 új 2010-ben csatlakozott. Mivel az utolsó /8-as blokkban 16384 /22-es blokk található, az APNIC az utolsó /8-as blokk felosztását évekig elhúzhatja, időt adva az IPv6-ra való átállásra.

##### „RIR-shopping”
Ha az APNIC kifogyott a címekből, egyes globális jelenléttel bíró szervezetek, akik általában az APNIC-től szerzik be az IP-címeket megpróbálhatnak más RIR-ektől IP-címeket beszerezni. Ez a RIR-csereberélés csökkentheti a nyomást az IPv6 bevezetésére, ugyanakkor más RIR-ek korábbi kimerülését idézheti elő. Ezt a gyakorlatot az irányelvekről való megbeszélések során általában rosszallják, és sok, egyébként nagy címtartománnyal rendelkező felhasználónak (például országos szintű internetszolgáltatónak) nincs is nemzetközi jelenléte.

#### RIPE NCC (Európa, Közel-Kelet és Közép-Ázsia egyes részei)
A RIPE NCC a normál ügymenet szerint fog működni egészen a legutolsó /8 blokkig. Ezután minden helyi internetregisztrátor számára legfeljebb egy /22 blokkot fog kiosztani az IPv6-átállás elősegítésére.
A várakozások szerint a RIPE NCC lesz az APNIC után a második RIR, aminek elfogynak a címei. Ez részben azért van, mert máris betelt a 188/8 blokk; más RIR-ek is kaptak hasonló blokkokat, de üresen hagyták, míg új címeket igényeltek az IANA-tól.
Egy 2011. január 28-as BBC-cikkben a RIPE ügyvezető igazgatóját idézték, szerinte 2011 szeptemberében fognak elérni az utolsó /8 blokkig. Más becslések 2012 közepére teszik ezt, de ezt túl optimistának tartják.

#### ARIN (Észak-Amerika)
Az ARIN az IANA-címkészlet kifogyása után megszigorítja az IPv4-allokációkat, mintegy három hónapnyi keresletet tervez kielégíteni. Egy szervezet csak három havonta kérhet új címeket. Egy /10 blokkot félretesznek az IPv6-átállás szolgáltatásaihoz, mint pl. a NAT64-hez; ha minden más forrás kimerült, ebből a /10 blokkból minden helyi RIR kaphat minden 6 hónapban egyetlen /24-es blokkot. John Curran, az ARIN munkatársa a készletek kimerülését 6–9 hónapra teszi, de kiemeli a becslés pontatlanságát. Egyesek 2012 közepére teszik a kimerülés dátumát, de ezeket a becsléseket optimistának tartják.
Ehhez még hozzájön az Interop által korábban birtokolt 45/8-as blokk áprilisban, az irányelvektől és az akkori helyzettől függően.

#### LACNIC (Dél- és Közép-Amerika)
A LACNIC a szokásos módon fogja folytatni a címek kiosztását, egészen addig, míg már csak egyetlen /12 marad az IPv6-átállásra. Ebből a blokkból a helyi internetregisztrátorok már csak egyetlen, /24–/22 blokkot kaphatnak, azt is csak akkor, ha korábban nem kaptak IPv4-címet, vagy valamilyen kritikus infrastruktúra igényli az allokációt.
A LACNIC 2010. december 31-i statisztikái szerint akkor 4,5 /8-as blokk volt még szabadon (beleértve az utolsó, az IANA által minden RIR-nek kiosztott /8-as blokkot is). A LACNIC becsléesi szerint 2012 júniusa és 2014 júniusa között fog kifogyni az IPv4-címekből.

#### AfriNIC (Afrika)
Az AfriNIC használja a legkevesebb IPv4-címet, a helyi internetregisztrátorok számára történő foglalások mindössze 3%-a esik rá. Mivel az AfriNIC 2010 novemberében kapott egy friss /8 blokkot, és a 2011. február 3-i utolsó IANA blokkosztásban is kapott egyet. Az AfriNIC 2011. februárig IPv4-címterének csak 35%-át osztotta ki, szemben az ARIN 96%-ával, tehát valószínűleg még sokáig fog tartani, míg az AfriNIC kifogy az IPv4-címekből.
Az AfriNIC végső címosztásra javasolt irányelvei 2011. februárban még nem kerültek elfogadásra. Az IANA címeinek elfogyása után a legnagyobb foglalási méret a /13 blokk lesz. Mikorra már csak egyetlen kiosztatlan /11 blokk marad, a legnagyobb foglalási egység a /22 blokk lesz.

## Végjáték
2008-ban megkezdődött az IPv4-címek kiosztásának utolsó szakaszát és az elfogyás utáni időszakot kezelő irányelv kidolgozása.
Több javaslatot megvitattak arra nézve, hogyan lehetne csillapítani a problémákat, amiket az IPv4-címek végső szűkössége okoz majd.

### A nem használt IPv4-címek visszaszerzése
Az osztály szerinti hálózatok idejében (és azelőtt) egyes szervezetek számára hatalmas IP-címblokkokat osztottak ki. Az Internet Assigned Numbers Authority (IANA) elvileg visszavehetné ezeket a címtartományokat és kisebb blokkokban visszaoszthatná őket. Az ARIN, a RIPE és az APNIC rendelkezik átruházási irányelvvel, ami lehetővé teszi címtartományok visszajuttatását, és adott címzett számára történő átadását. Egy nagy hálózat címzésének átalakítása azonban idő- és pénzigényes lehet, így az érintett szervezetek valószínűleg tiltakoznának, akár jogi útra is terelve az ügyet. Ráadásul, még ha valamennyi ilyen tartományt vissza lehetne venni, az is csak ideig-óráig jelentene haladékot a címek elfogyása előtt.
Hasonlóan, kiosztottak IP-címblokkokat olyan entitások részére, melyek már nem léteznek, vagy sosem használták azokat. Mivel az IP-címek nem esnek szigorú számadás alá, komoly erőfeszítéseket igényelne a valójában nem is használt, vagy csak intraneteken használt címek felkutatása.
Egyes, korábban az IANA által fenntartott címtartományokat hozzáadtak a hozzáférhető címekhez. Voltak javaslatok az E osztályú címek kiosztására, de a meglévő számítógépek és útválasztók operációs rendszerei és firmware-jei nem tudták volna kezelni ezeket a címeket. Ezért a javaslatok nem is az E osztályú címek nyilvános hozzáférhetővé tételére irányultak, hanem arra, hogy engedélyezzék privát használatukat az olyan hálózatokban, melyek több IP-címet igényelnek, mint amit az RFC 1918 engedélyez számukra.

### Szolgáltatószintű hálózati címfordítás
Az internetszolgáltatók számára nyitva áll az a lehetőség, hogy a teljes hálózatukon alkalmazzák a hálózati címfordítást (NAT), a szokásostól eltérően, amikor csak a saját és a felhasználók hálózata közötti határvonalon teszik meg ezt. Így az ügyfeleknek magánhálózati címeket oszthatnak ki, és az ügyfelek viszonylag nagy csoportjai számára kell csak egy-egy globális IPv4-címet biztosítaniuk. Ezt a technikát szolgáltató-szintű hálózati címfordításnak (Carrier Grade NAT, CGN) nevezik.
Egyes országokban (pl. Oroszország) több széles sávú internetszolgáltató alkalmazza sikeresen a Carrier Grade NAT-ot; a nyilvánosan route-olható IPv4-címekért külön díjat kérnek. Hasonló módon a BlackBerry eszközöket gyártó Research In Motion (RIM) jelenleg a Blackberryk minden adatát a saját hálózati központjai felé route-olja titkosítási célból; ennek megvan az a közvetett hatása, hogy csökkenti a hálózati üzemeltetéséhez szükséges publikus IPv4-címek számát.
A szolgáltató-szintű NAT hátránya, hogy nem skálázódik elég jól, korlátozza az OSI modell adatkapcsolati rétegéhez kötődő protokollok számára hozzáférhető portok száma (kb. 65 000). Ráadásul, a NAT-olás nem minden alkalmazás számára megfelelő; ezért inkább a mobilszolgáltatók alkalmazzák, ahol az egyidejű kapcsolatok száma alacsony, és nincs szükség nyilvánosan hozzáférhető portokra.

### Az IP-címek piaca
Sokszor elhangzott már javaslatként, hogy ha létrehoznának az IPv4-címek adás-vételére alkalmas piacokat, az megnövelné a címek lefoglalásának hatékonyságát. A piac fő előnye az lenne, hogy az IPv4-címek kimerülése után is hozzá lehetne jutni IP-címekhez, bár ennek költsége idővel egyre növekedne. Ezeknek a javaslatoknak a megvalósítását a következő komoly akadályok hátráltatják:
- Az IPv4-címek piacának létrehozása csak viszonylag rövid időre késleltetné a címkészlet tényleges kimerülését, hiszen a nyilvános internet még egyre növekszik. Ez azt jelenti, hogy az új IP-címfoglalások kimerülése után legfeljebb néhány évvel abszolút értelemben is elfogynának az IPv4-es címek.
- Az IP-címek jogi értelemben való „birtoklásának” lehetőségét explicit tagadják az ARIN és a RIPE irányelvei és az ARIN regisztrációs szolgáltatási megállapodás. Még az sem nyilvánvaló, hogy egyáltalán mely állam törvényei szerint kellene a jogi vitákat eldönteni.
- Egy ilyen rendszer adminisztrációja kívül esik a jelenlegi regionális regisztrátorok eddigi gyakorlatán, hiányzik a szükséges tapasztalat.
- A címek tetszőleges adás-vétele a címfoglalások töredezettségéhez vezetne, ami rendkívül megnövelné a „globális útválasztási táblázat” méretét, komoly routing-problémákat okozva a régebbi, a forgalomtovábbítási táblázat számára kevés memóriával vagy gyenge processzorral rendelkező rendszerek hálózatüzemeltetőinek. Ez a hatalmas költség, amit az IP-címeket áruba bocsátók terhelnének az internet használóira olyan negatív externália lenne, amit a piacnak kellene korrigálnia.
- Ha azokra az IP-blokkokra korlátoznánk a kereskedelmi forgalmazást, amik elég nagyok a töredezettség elkerüléséhez, az áruba bocsátható egységek száma legfeljebb a néhány milliót érné el.
- Egyik IP-címtartományról egy másikra átváltani igen magas költségekkel jár, ami a piaci likviditást lecsökkenti. Azok a szervezetek, akik képesek átrendezni IP-címeiket, hogy egy részüket felszabadítsák magas árat fognak követelni érte; aki megvásárolja, szintén nem lesz hajlandó profit nélkül továbbadni azokat. Egy szervezet IP-címterének állandó átszámozásának költsége összemérhető a végső megoldást nyújtó IPv6-bevezetés költségeivel.

## IPv6
Az IPv6 bevezetése jelenleg az egyetlen járható megoldás az IPv4-címek elfogyásának problémájára. Az IPv6-ot az összes hálózatieszköz-gyártó és internetes szabványosító testület támogatja és megvalósítja. Az IPv6-ba foglalt számos egyéb tervezési javítás mellett a 4,3 milliárd lehetséges címet megengedő 32 bites IPv4-címformátumot 128 bitesre cserélik, ami elméletileg 3,4×1038 különböző IP-címet enged meg. Az IPv6-ot 2006 júniusa óta használják éles hálózati környezetben, miután világméretű tesztelése és értékelése (6bone) befejeződött.

### Az átállás kihívásai
Az IPv4-ről való átállás legnagyobb kérdése, hogy vajon magára az IPv6-elérhetőség biztosítására kell majd több erőforrást fordítani, vagy az IPv4-címek elfogyása miatti problémák kezelésére tunnelinggel, az elavult NAT-PT mechanizmussal, IPv4 címmegosztással és alkalmazásszintű tűzfalakkal (proxy firewall). A címelfogyás elleni mechanizmusok meglehetősen komplexek és nem kívánt mellékhatásokkal járnak, ami miatt drágábban és kevésbé megbízhatóan lehet őket telepíteni és támogatni, mint a tisztán IPv6-os megoldásokat. Az átmeneti megoldások szükségessége attól függ, mely nagyobb weboldalak nem lesznek IPv6-on elérhetőek. A NAT-ot nagyon bonyolulttá tehetik a hozzá kapcsolódó funkciók, mint az UPnP, a STUN, az ALG (Application-level gateway, kb. alkalmazásszintű tűzfal) és DMZ, melyek elősegíthetik bizonyos specifikus protokollok támogatását, de nehezebb megvalósítani azokat egy többrétegű, vagy az internetszolgáltató szintjén beállított NAT-ban.
További probléma az IPv4-címekkel már nem rendelkező lokális internetregisztrátorok alá regisztrált, csak IPv6-os szerverek megjelenése. Az IPv6-only szerverek megjelenése, ha egyéb kárenyhítési technikákat nem alkalmaznak, megköveteli, hogy minden klienst IPv6-ra vagy dual stack megoldásra frissítsenek.
A végfelhasználói IPv6-elérés biztosítása előtt álló legnagyobb akadályt az előfizetői vonalakon NAT-olást biztosító, IPv4-címmegosztást biztosító eszközök képezik. Ezeknek az otthoni routernek és modemeknek meg kell frissíteni a firmware-jét, hogy IPv6-kompatibilisek legyenek, vagy le kell cserélni őket. Egyes ilyen modemek bridge módban is működnek, de az IPv4-címek szűkössége miatt így is szükség lehet IPv6-kompatibilis routerre.[forrás?] 
A vállalati IPv6-elérés biztosítása előtt álló fő problémák a hálózatmenedzsment- és biztonsági rendszerek, hálózatmenedzsment-alkalmazások és a hálózatot használó alkalmazások IPv6-kompatibilitása.[forrás?]
Amellett, hogy összes komponens kompatibilitásának elérése költségekkel jár, más problémák is hátráltatják az IPv6 bevezetését, például az „IPv6 brokenness and DNS whitelisting” néven említett jelenség. A hálózatszintű átállást nehezíti az is, hogy az átállás hasznai és költségei nem feltétlenül ugyanannál a szervezetnél jelentkeznek.
Az APNIC régió weboldalaival kommunikálni akaró kliensek előbb-utóbb nyomást fognak kifejteni szolgáltatóikra, hogy vezessék be az IPv6-ot; ennek oka, hogy az ázsiai régió új és terjeszkedő nagy helyi internetregisztrátorai csak kevés IPv4-címhez jutnak az APNIC-tól, ezért az ottani kliensek és szerverek valószínűleg kizárólagosan IPv6-os hálózatokra fognak kerülni. Egyes téves elképzelések ellenére ez olyan oldalakat is érinteni fog, melyek több mint elég IPv4-címmel rendelkeznek.
Az APNIC IPv4-címeinek elfogyása miatti problémák kezelésére addig lesz szükség, amíg az IPv6-kapcsolódás mértéke elégséges nem lesz. A legkedvezőbb forgatókönyv akkor következik be, ha még azelőtt eléri a szükséges mértéket, mielőtt bekövetkezne, hogy az ázsiai régió internetregisztrátorai kifogynak az IPv4-címekből.

## Fordítás
- Ez a szócikk részben vagy egészben az IPv4 address exhaustion című angol Wikipédia-szócikk ezen változatának fordításán alapul.  Az eredeti cikk szerkesztőit annak laptörténete sorolja fel. Ez a jelzés csupán a megfogalmazás eredetét és a szerzői jogokat jelzi, nem szolgál a cikkben szereplő információk forrásmegjelöléseként.

## Külső hivatkozások
- Hwsw: Kiosztották az utolsó IPv4 címtartományokat
- Az IANA által nyilvántartott IPv4 /8 címfoglalások jelenlegi állapota
- IPv6.com - Knowledge Center for Next Generation Internet IPv6
- ICANN recovers Large Block of Internet Addresses (14.0.0.0/8) 2008-02-10
- Global Policy Proposal for Remaining IPv4 Address Space – Background Report 2008-09-08
- potaroo.net: IPv4 Address Report with countdown